# Коновалов, Валентин Олегович
Валенти́н Оле́гович Конова́лов (род. 30 ноября 1987, Охотск, Хабаровский край) — российский политический и государственный деятель, член ЦК КПРФ. С 15 ноября 2018 года — Глава Республики Хакасия.

## Биография
Валентин Олегович Коновалов родился 30 ноября 1987 года в городе Охотске (Хабаровский край) в семье инженеров. Вместе с родителями переехал в Норильск, где в 2005 году окончил с серебряной медалью гимназию № 5, после чего поступил в Хакасский государственный университет им. Н. Ф. Катанова на юридический факультет. Для получения юридического опыта, во время обучения посещал судебные заседания.
В 2007 году вступил в КПРФ. В 2009 вступил в комсомол и по 2012 год занимал пост первого секретаря Хакасского отделения комсомола. С 2010 года член Бюро Комитета хакасского регионального отделения КПРФ. В 2010 году окончил университет по специальности «государственное право». Продолжил обучение в аспирантуре по специальности «Теория и история государства и права; история правовых учений».
С 2011 года работает юрисконсультом в газете «Правда Хакасии», руководителем юридической службы ХРО КПРФ. С 2011 года по 2013 год — член Избирательной комиссии Республики Хакасия с правом решающего голоса, с 2013 по 2018 год занимал пост депутата городского совета Абакана. В 2014 году избран первым секретарем Комитета Абаканского местного отделения ХРО КПРФ.
С 2015 года — второй секретарь Хакасского отделения КПРФ. В марте 2018 года избран первым секретарём Комитета Хакасского регионального отделения КПРФ. С 9 сентября по 28 ноября 2018 года — депутат Верховного совета Республики Хакасия. Досрочно сложил полномочия депутата после избрания на пост главы Хакасии в ноябре 2018 года.
Впервые одержал победу на всеобщих прямых выборах осенью 2018 года. 15 ноября избран председателем Правительства Республики Хакасия на пятилетний срок. 11 сентября 2023 года Валентин Коновалов победил на выборах главы региона с 63,14 % голосов, тем самым сохранив свой пост ещё на один срок.

## Глава Республики Хакасия

### Избрание
Лидер регионального отделения КПРФ Валентин Коновалов был выдвинут партией главным кандидатом на пост Главы Республики Хакасия.
На состоявшихся выборах Валентин Коновалов получил 44,81 % голосов избирателей, существенно опередив действующего главу Республики члена партии «Единая Россия» Виктора Зимина (получившего 32,42 %). Так как ни один из кандидатов не смог набрать более 50 % голосов, был назначен второй тур на 23 сентября.
За два дня до голосования 21 сентября Зимин снял свою кандидатуру, что сорвало выборы. Его место во втором туре занял следующий по числу полученных голосов депутат «Справедливой России» Андрей Филягин (11,23 %), который изначально дал согласие на участие, однако 2 октября также сошёл с дистанции за пять дней до даты голосования. После этого 15 октября снял свою кандидатуру директор ООО «Современные технологии» Александр Мяхар (получивший 6,61 % голосов избирателей).
В результате всех этих событий Валентин Коновалов оказался единственным кандидатом во втором туре, и выборы по его кандидатуре были окончательно назначены на 11 ноября 2018 года, предлагалось проголосовать «за» или «против». Одержал итоговую победу, получив 57,57 % голосов от числа пришедших на избирательные участки.

### Деятельность на посту главы
15 ноября 2018 года Коновалов принёс присягу перед депутатами Верховного совета Хакасии, судьями Верховного суда республики и вступил в должность.
Со дня вступления в должность Валентин Олегович начал активную работу по формированию нового Правительства региона. По его указу была создана комиссия по оценке претендентов на замещение государственных должностей в Правительстве республики.
В её состав вошли: Андрей Асочаков и. о. первого заместителя Главы Хакасии, Богдан Павленко, и. о. заместителя Главы республики, Евгений Смирнов, представитель общественности, и Ольга Пономарёва, начальник управления по кадрам и госнаградам. Комиссия принимает резюме, оценивает кандидатов на соответствие квалификационным требованиям, проводит собеседования.
Коновалов обещал сформировать коалиционное правительство Хакасии. По его словам, оно будет формироваться не по партийной принадлежности, а исходя из профессионализма кандидатов на министерские посты. Кроме КПРФ и ЛДПР в правительстве должны быть беспартийные и представители других партий.
Мэр столицы республики Николай Булакин (Единая Россия) раскритиковал решение за поиск кандидатов из других регионов. «Набирать команду в правительство республики с других территорий неправильно. Люди должны быть хорошо адаптированы к нашему региону, знать глубоко и без искажений его проблемы. Предпочтение нужно отдавать местным кадрам, а они есть у нас»,— заявил глава города в эфире муниципального телеканала «Абакан 24».
Сразу после вступления в должность Коновалов набрал команду. Первым заместителем губернатора стал минусинский предприниматель Андрей Асочаков — депутат Верховного совета Хакасии, из фракции «Единая Россия». Главой администрации правительства стал Богдан Павленко — секретарь тульского областного комитета КПРФ, до назначения в 2014—2018 годах занимавший должность главы города Донской (Тульская область). Оба политика ушли в отставку в августе 2019 года из-за конфликтов с региональными элитами.
Летом 2019 года накануне местных выборов КПРФ решило усилить свои позиции: так в Хакасию прибыл назначенец Г. А. Зюганова, предприниматель Константин Нурфаязович Харисов, занявший пост первого заместителя главы правительства. В августе 2019 года главой администрации правительства Хакасии стал уроженец Санкт-Петербурга Николай Михайлович Миронов. Однако вскоре эти приезжие партфункционеры оказались уволены из-за ряда скандальных происшествий.
В сентябре 2019 года глава Хакасии Валентин Коновалов заявил, что отдельные СМИ существенно искажают информацию о деятельности Правительства Республики Хакасия. Разделение журналистов на «своих» и «чужих» шло на фоне борьбы политических партий за власть в региональном парламенте.
В декабре 2019 года при обсуждении бюджета на 2020 год произошёл спор Валентина Коновалова с ассоциацией «Совет муниципальных образований Республики Хакасия», в которую входят руководители восьми районов и пяти городов республики. Причиной стало якобы ненадлежащее финансирование органов местного самоуправления. По заявлениям главы Совета Ассоциации Абрека Челтыгмашева, для завершения 2019 финансового года муниципалитетам требовалось 1,224 миллиарда рублей — на погашение кредитов, долгов, выплату заработной платы, расчета по муниципальным контрактам. Однако этих денег не было ни у них самих, ни в бюджете республики. В своём выступлении Валентин Коновалов, однако, заявил, что попытка «бунта» совершенно не обоснована. В последние 15 лет, при прежних составах правительства региона, объём финансирования муниципальных образований неуклонно сокращался, взаимодействие правительства и муниципалитетов было неэффективным, система коммунального хозяйства республики становилась всё менее жизнеспособной. Поэтому правительство республики под руководством Валентина Коновалова делает шаги для масштабного реформирования системы, для постепенного выхода региона из кризиса. Для этого была разработана Стратегия социально-экономического развития Хакасии, начата масштабная реформа отрасли коммунального хозяйства. Главная задача сегодня, подчеркнул глава региона, — консолидация сил на всех уровнях власти, более активное взаимодействие правительства республики и муниципальных образований, более ответственное отношение руководства муниципалитетов к выполнению общих для региона задач. В декабре 2020 года депутаты Верховного Совета Республики Хакасии приняли внесенный правительством Хакасии законопроект о перераспределении 30 процентов налога по упрощенной системе налогообложения в бюджеты муниципалитетов. Благодаря этому муниципальные образования Хакасии будут дополнительно получать приблизительно 250 млн руб. в год.

## Общенациональные рейтинги
Противники губернатора упрямо говорят, что неопытность молодого политика всё время делает его аутсайдером всевозможных политических рейтингов: часто подчёркивается его последнее место в данных списках.
Однако на лето 2023 года в неофициальном рейтинге глав субъектов Российской Федерации Валентин Коновалов занимал 53 место из 89 возможных.
Существует мнение, что в ряде СМИ против главы Республики ведётся открытая политическая война. В результате этого в ноябре 2020 года группа депутатов Верховного Совета Хакасии от КПРФ, а также депутаты-коммунисты из состава горсоветов Абакана, Саяногорска, Абазы и нескольких районов республики обратились в ФСБ, Следственный комитет, прокуратуру и МВД РФ с требованием обратить внимание на деятельность связанных с федеральной властью и крупным бизнесом структур, которые могут заниматься целенаправленной дискредитацией губернатора Валентина Коновалова и его союзника бывшего спикера регионального парламента Владимира Штыгашева.

## Санкции
24 февраля 2023 года Госдепом США Коновалов включён в санкционный список лиц причастных к «осуществлению российских операций и агрессии в отношении Украины, а также к незаконному управлению оккупированными украинскими территориями в интересах РФ», в частности за «призыв граждан на войну в Украине».
1 апреля 2023 года внесён в санкционный список Украины как «осуществлявший поддержку/поощрение/публичное одобрение политики РФ, направленной на проведение военных действий и геноцид гражданского населения в Украине».

## Семья
Бывшая жена — Светлана, двое общих детей. В мае 2024 года брак расторгнут.

## Награды
- Медаль «100 лет образования Татарской Автономной Советской Социалистической Республики» (Татарстан, 2021 год)[33].
- Медаль «За укрепление боевого содружества» (Минобороны России) (Абакан, январь 2022 год)